# Kapelle St. Georg (Köln)

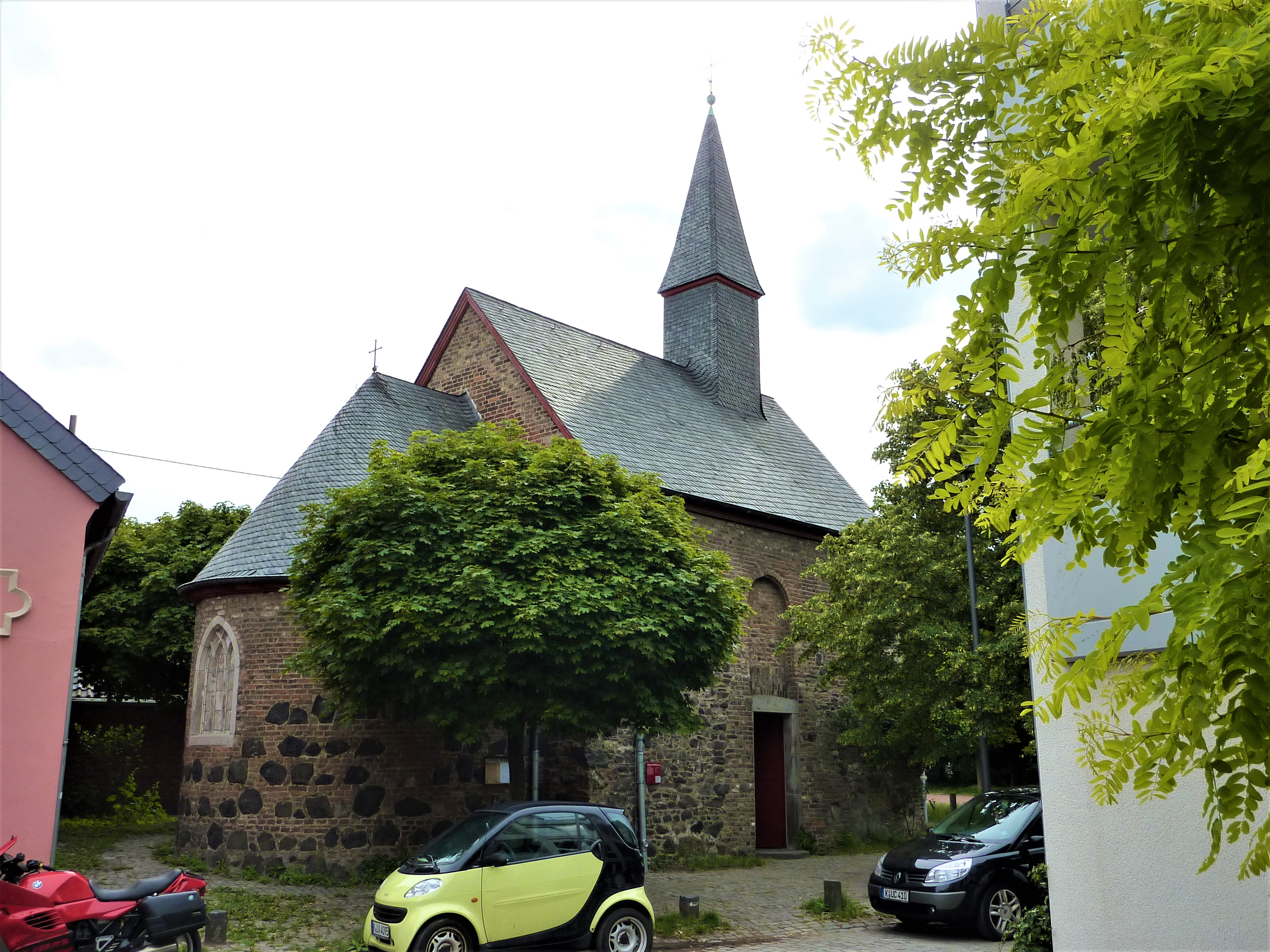
Die Kapelle St. Georg in Köln-Weiß

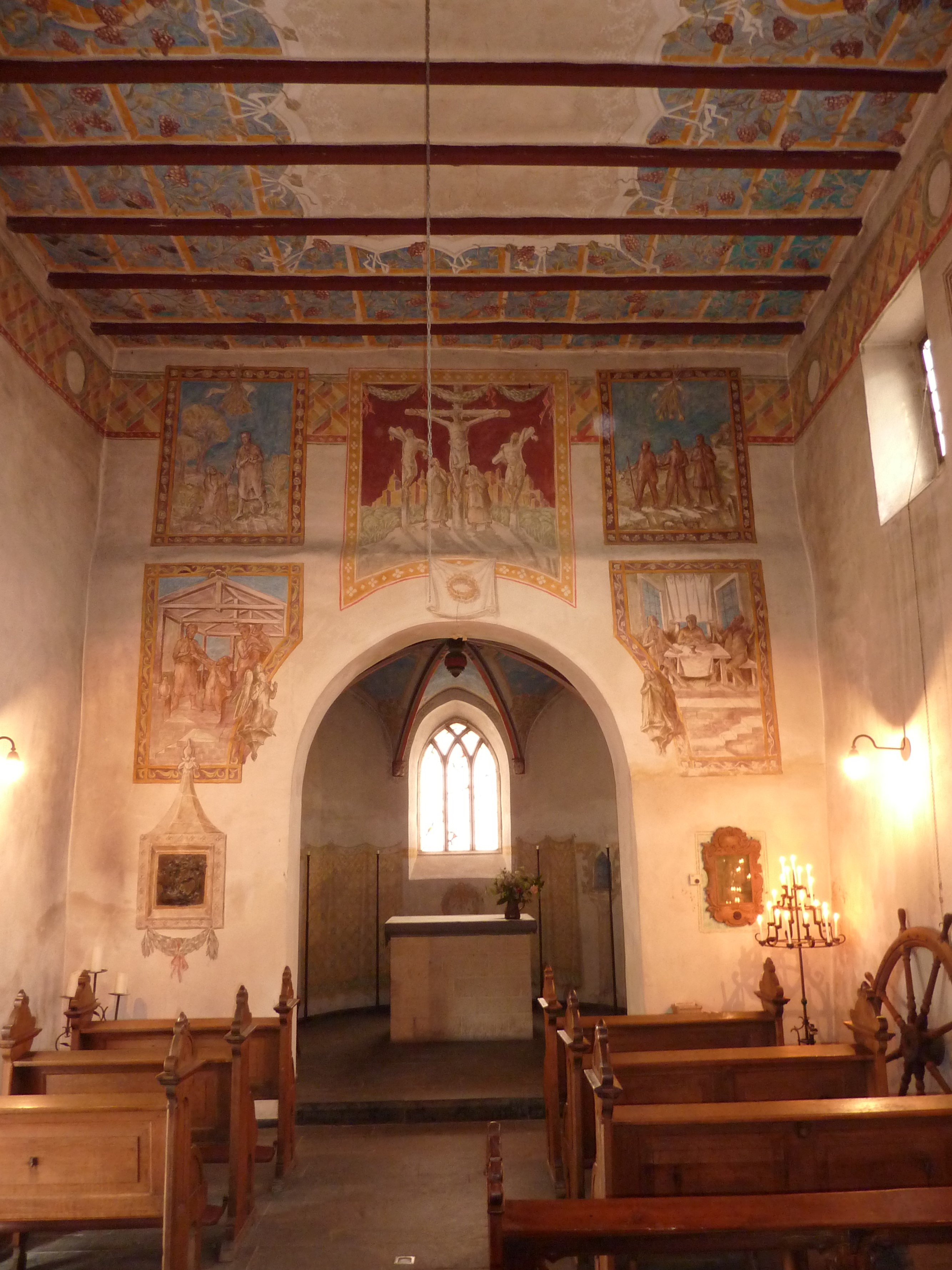
Inneres Richtung Chor

St. Georg ist eine römisch-katholische Kapelle im Kölner Stadtteil Weiß. Das Gotteshaus ist unter der Nummer 8 Station am Kulturpfad Rodenkirchen und gehört zur katholischen Kirchengemeinde Im Rheinbogen.

## Geschichte
Die im Kern spätgotische Kapelle wurde zum ersten Mal im Jahr 1433 urkundlich erwähnt. Aus der Urkunde geht hervor, dass der Kölner Erzbischof Dietrich von Moers erst im Anschluss an den Bau durch die Dorfbewohner über die Fertigstellung informiert wurde. Die Einwohner kamen nicht nur für den Unterhalt des Gebäudes, sondern auch für die Besoldung des Priesters auf. Kirchlich gehörte die Kapelle zunächst zur Pfarrkirche St. Servatius in Immendorf und ab dem 18. Jahrhundert zu St. Remigius in Sürth. Im Jahr 1821 wurde die Kapelle ausgebaut und schließlich 1923 im Rahmen der Erhebung zur eigenständigen Pfarrei weiter vergrößert.
Während des Zweiten Weltkrieges wurde die Kapelle stark beschädigt und brannte 1944 aus. Nach dem Krieg beschlossen die Weißer 1953/54, weiter südlich mit St. Georg eine neue Pfarrkirche zu errichten. Die alte Kapelle St. Georg wurde 1965 in den alten Formen unter Weglassung des Erweiterungsbaues wieder als Saalkirche mit Halbkreisapsis hergestellt. In den 1980er Jahren erfolgte eine umfangreiche Sanierung und Neugestaltung des Inneren. Sie wurde von Elmar Hillebrand, Anna M'barek und Theo Heiermann 1985 ausgemalt. Aus dieser Zeit stammt auch das Maßwerkfenster von Elmar Hillebrand im Chorraum.

## Glocken
Im Dachreiter hängen zwei Glocken, deren Herkunft und Alter nicht eindeutig verbürgt ist.
- Glocke 1 wird dem Gießer Johann Georg Pfeiffer aus Kaiserslautern zugeschrieben und soll 1922 gegossen worden sein. Der Schlagton ist e²+6⁄16.
- Glocke 2 soll 1825 von Heinrich Claren gegossen worden sein. Sie erklingt auf dem Ton gis²−4⁄16.